# Нойгут
Нойгут (кирг. Нойгут) — село в Ноокатском районе Ошской области Кыргызстана. Входит в состав Кара-Ташского айылного аймака.

## География
Село расположено в западной части области, у южной окраины города Ноокат, административного центра района. Абсолютная высота — 1383 метра над уровнем моря.

## Население
Согласно оценочным данным Национального статистического комитета Кыргызской Республики, численность населения села на начало 2023 года составляла 5160 человек.
| год     | 2009 | 2014 | 2015 | 2020 | 2021 | 2023 |
| ------- | ---- | ---- | ---- | ---- | ---- | ---- |
| человек | 3190 | 3928 | 4056 | 4981 | 5043 | 5160 |